# رود کم

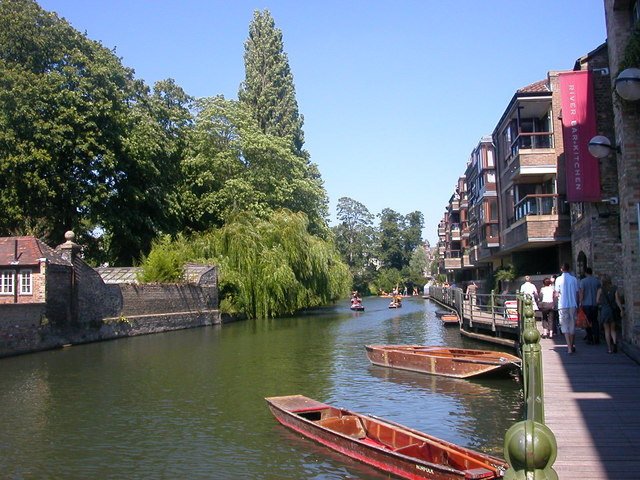
رود کم - کمبریج geograph.org.uk - 517246

رود کَم (به انگلیسی: River Cam)، جریان اصلی رودخانه‌ای از طریق کمبریج در کمبریج‌شر در شرق انگلستان است. بعد از ترک کمبریج، این رود جریان خود را به سوی شمال و شرق و با پیوستن به اوس بزرگ به جنوب شهرک الی در «پاپزکُرنِر» ادامه می‌دهد. اوس بزرگ در کینگز لین به دریای شمال می‌پیوندد.
فاصلهٔ کمبریج تا دریا از این راه در حدود ۶۴ کیلومتر (۴۰ مایل) است و برای قایق‌های موتوری کوچک، و قایق‌های پارویی قابل کشتیرانی و مناسب است. رود اوس بزرگ به سیستم کانال انگلستان و بنا بر این به راه‌های آبی از راه رود نِی‌نِه نیز متصل است.
رود کم هیچ ارتباطی با رودخانهٔ بسیار کوچکتر کم در گلاسترشر ندارد.

## نگارخانه

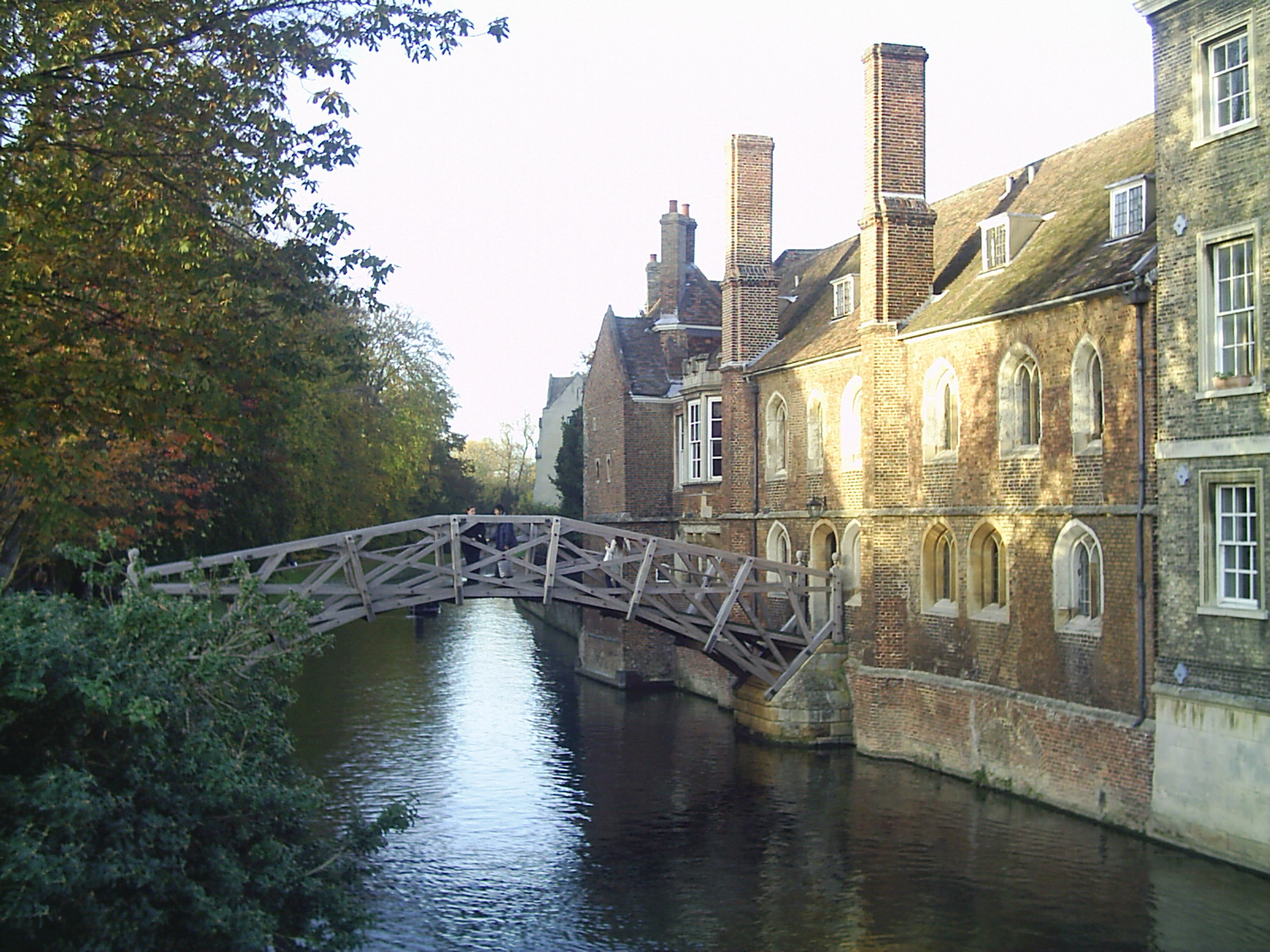
پل متماتیکال کالج کوئینز را به کالج پرزیدنت در کمبریج وصل می‌کند.
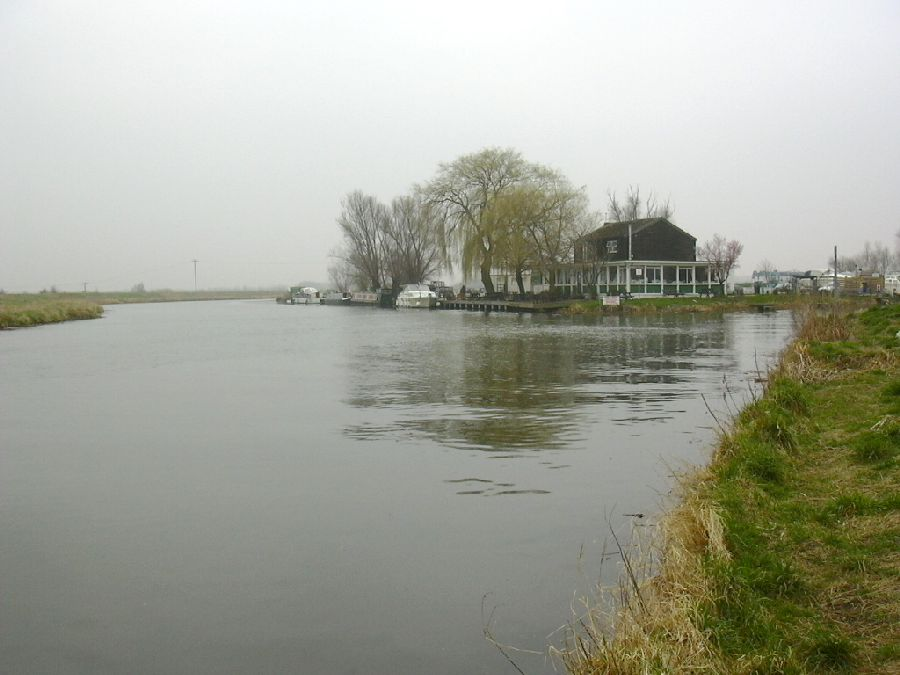
محل تلاقی رود کم (سمت چپ) و رود اوس بزرگ در پاپزکُرنِر.
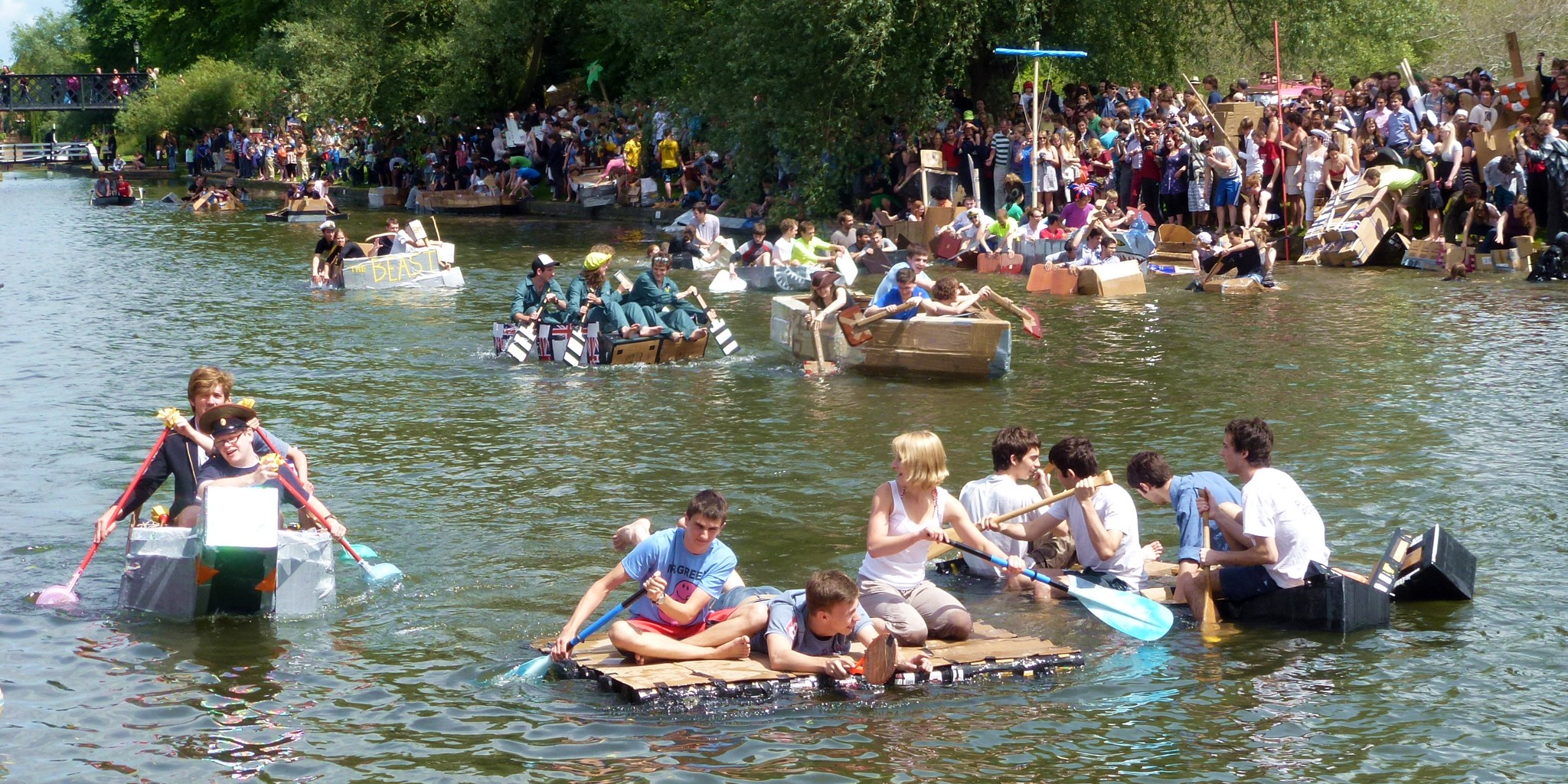
گروهی از شرکت کنندگان در مسابقهٔ سالانهٔ «قایق مقوایی» خودکشی یکشنبه ۲۰۱۲ رود کَم.